# 八戸工業大学第二高等学校・附属中学校
八戸工業大学第二高等学校・附属中学校（はちのへこうぎょうだいがくだいにこうとうがっこう・ふぞくちゅうがっこう）は、青森県八戸市大字妙字大開にある私立高等学校・中学校。

## 概要
課程・学科
全日制・普通科
設置コース(令和4年度より変更)
- 進学コース
- 総合コース
- 美術コース

校章

## 沿革
- 1975年 - 八戸工業大学第二高等学校として発足。
- 1976年 - 校歌・校旗樹立
- 1983年 - 美術コース設置
- 1997年 - カレッジコース、情報ビジネスコース、美術コースの3コース制に改編
- 2001年 - 八戸工業大学第二高等学校講演会発足
- 2005年 - カレッジコースにスーパーカレッジクラス(SC)を導入
- 2012年 - スーパーカレッジクラス改編
- 2013年 - リーダー特待制度・朝読書導入
- 2014年 - カレッジコースにアクティブカレッジクラス(AC)導入
- 2015年 - 創立40周年記念
- 2016年 - カレッジクラスにメディカルカレッジクラス(MC)導入
- 2018年 - 八戸工業大学第二高等学校附属中学校を新設、併設型中高一貫教育を開始

## 主な行事
- 4月 - 入学式、生徒総会
- 5月 - 創立記念日
- 6月 - 高総体、体育祭
- 7月 - 二高祭(スポーツ大会、文化祭の順に開催)
- 8月 - 弁論大会、弘前大学・岩手大学見学会、夏ゼミ
- 10月 - 遠足、生徒会新任式
- 11月 - 2年修学旅行
- 1月 - 冬ゼミ
- 2月 - 予餞会
- 3月 - 卒業式

## 部活動

### 運動部
- 硬式野球部
- 男子バレー部
- 女子バレー部
- 卓球部
- 男子バスケットボール部
- 女子バスケットボール部
- 男子サッカー部
- 女子サッカー部
- テニス部
- 陸上部
- 男子バドミントン部
- 女子バドミントン部

#### 文化部
- 美術部
- 漫画・文芸部
- 小倉百人一首かるた部
- 吹奏楽部
- 演劇部
- 華道部
- 写真部
- インターアクトクラブ

#### 愛好会
- 科学愛好会
- 家庭愛好会

## 生徒会
正式名称
八戸工業大学第二高等学校及び附属中学校生徒会
生徒会組織
1. 生徒総会
2. 執行部
3. 代議委員会
4. 常任委員会
5. 学年委員会
6. ホームルーム
7. 選挙管理委員会

### 常任委員会
- 体育委員会
- 保健委員会
- 放送委員会
- 図書委員会
- 環境美化委員会
- 応援委員会

### 特設委員会
- 選挙管理委員会

### 生徒会執行部役員
- 会長　　(1名)
- 副会長　(3名)
- 書記　　(3名)
- 会計　　(3名)
- 議長　　(1名)
- 副議長　(3名)

## 著名な出身者
- 佐々木信綱 （作曲家）
- 熊谷雄一（八戸市長）